# Sri Lanka en los Juegos Paralímpicos de Río de Janeiro 2016
Sri Lanka estuvo representada en los Juegos Paralímpicos de Río de Janeiro 2016 por nueve deportistas, ocho hombres y una mujer.

## Medallistas
El equipo paralímpico esrilanqués obtuvo las siguientes medallas:
| Nombre           | Deporte   | Evento                 |
| ---------------- | --------- | ---------------------- |
| Oro              |           |                        |
| —                |           |                        |
| Plata            |           |                        |
| —                |           |                        |
| Bronce           |           |                        |
| Dinesh Priyantha | Atletismo | Jabalina F46 masculino |